# Юлия Франк
Юлия Франк (на немски: Julia Franck) е германска писателка, авторка на романи и разкази.

## Биография
Юлия Франк е родена на 20 февруари 1970 г. в Източен Берлин. Майка ѝ е актриса, а баща ѝ – телевизионен продуцент. През 1978 г. семейството се пренася в Западен Берлин, където прекарва девет месеца в бежанския лагер Мариенфелде.
През 1979 г. се местят в провинция Шлезвиг-Холщайн и се заселват бизо до град Рендсбург. Там Юлия учи от четвърти до седми клас в свободното училище Валдорф, където се преподава по метода на философа Рудолф Щайнер. През 1983 г. Юлия се завръща сама в Берлин, където през 1991 г. полага матура. Започва да следва право, но след няколкомесечен престой в Сан Франциско решава да следва американистика, философия и нова немска литература в Свободния университет на Берлин.
Сътрудничи с журналистически материали в радио Свободен Берлин и вестник Тагесшпигел. Прекарва известно време в Съединените щати, Мексико и Гватемала. Юлия Франк е член на ПЕН клуба на Федерална република Германия.
Днес живее с двете си деца в Берлин.

## Творчество
Юлия Франк е автор на пет романа, сборник разкази и есеистичен сборник. Нейни книги са преведени на повече от 35 езика, между които албански, португалски, китайски, датски, естонски, финландски, френски, грузински, гръцки, английски, иврит, италиански, японски, корейски, хърватски, литовски, македонски, нидерландски, полски, румънски, шведски, сръбски, каталунски, чешки, турски, унгарски, беларуски, както и на български.

## Награди и отличия
- 1995: Gewinnerin des Open Mike der Literaturwerkstatt Berlin
- 1998: Alfred-Döblin-Stipendium der Akademie der Künste
- 1998: Stipendium der Stiftung Kulturfonds Berlin
- 1999: Stipendium der Stiftung Niedersachsen „Das zweite Buch“
- 2000: Arbeitsstipendium des Berliner Senats
- 2000: 3sat-Preis към „Награда Ингеборг Бахман“
- 2004: „Награда Мари Луизе Кашниц“
- 2005: Stipendium der Deutschen Akademie Rom Villa Massimo
- 2005: „Награда Розвита“ на град Бад Гандерсхайм
- 2006: Poetikdozentur: junge Autoren der Fachhochschule Wiesbaden
- 2007: „Немска награда за книга“ für Die Mittagsfrau
- 2010: Shortlist des Independent Foreign Fiction Prize für Blind Side of the Heart[3]
- 2010: Shortlist des Wingate Literary Prize der Zeitschrift Jewish Quarterly
- 2014: Longlist des Independent Foreign Fiction Prize für Back to Back[4]